# Lu Pau-ching
Lu Pau-ching  es una trabajadora social, profesora, funcionaria y política china, de origen taiwanés.
Fue Ministra de Salud y Bienestar de Taiwán desde mayo de 2016.

## Biografía
Estudió el bachillerato e hizo una maestría en Sociología en la Universidad de Taiwán desde 1977 hasta 1979. Obtuvo su máster y doctorado en Trabajo Social y Sociología en la Universidad de Míchigan de los Estados Unidos entre 1985 y 1990.
En la Universidad Nacional Chengchi, Lu fue la profesora asociada, profesora y presidenta del departamento de sociología en 1994–2002, 2002-2004 y 2004-2006 respectivamente. Desde 2006 a 2009 fue la profesora y presidenta del instituto de Graduados de Administración Social y Trabajo Social.

## Ámbito político
En una conferencia de prensa el 18 de julio de 2016, Lu anunció tres agregados principales al plan de carrera a largo plazo 2.0 para mejorar la cantidad y calidad de atención a personas mayores y discapacitadas en 2017.